# Полеміка між реалістами і номіналістами
Поле́міка між реалі́стами і номіналі́стами — дискусія про існування універсалій(загальних понять). Одна з центральних тем розвитку філософської думки в Середньовіччі.
Номіналісти вважали, що реально існують лише поодинокі індивідуальні речі, а загальні поняття — лише назви, знаки або імена, породжені людським мисленням. Реалісти натомість переконані що існує реальність, незалежна від людської свідомості, людських думок і теоретичних побудов, в якій перебувають людські ідеї.

## Античність
Арістотель був найвпливовішим філософом протягом двох тисячоліть. Його авторитет в середній віки був майже як авторитет церкви. У своїй метафізиці він описує теорії на користь номіналізму, але недостатньо чітко. Через таку незрозумілість і уможливилась середньовічна суперечка між номіналістами й реалістами.

## Середньовіччя
Дискусія загострилася в період «зрілого Середньовіччя» (ХІІ-ХІІІ ст.), коли в Європі бурхливо зростають міста, виникають і розвиваються університети. Питання ролі людських зусиль і розумової активності в спасінні душі лежало в основі дискусій між «номіналізмом» і «реалізмом», хоча змістовим приводом для різнотлумачень було питання про природу загальних понять (універсалій):89.
«Реалісти» вважали, що єдина справжня основа буття речей — це загальні ідеї божественного розуму, які постають взірцями при творенні світу; вони ж постають як єдино справжня реальність.
«Номіналісти», натомість, припускали, що загальні ідеї — це лише імена («номіна»), якими людина позначає спільне в різних речах, а реальність — це конкретні одиничні речі, оскільки саме вони постають результатом божественного творіння світу. Тому поза людським пізнанням загальних ідей не існує. Унаслідок цього людське пізнання має своє значення та виправдання.
«Реалісти» були більш ортодоксальними теологами, тоді як деяких «номіналістів» Церква засуджувала. До «реалістів» належали Ансельм Кентерберійський і Бернард Клервоський, до «номіналістів» — Росцелін із Комп'єня та П'єр Абеляр:89.
І досі питання про природу загальних понять та їхня роль у пізнанні залишається важливим для філософії, оскільки у деяких течіях сучасної філософії головною є позиція, за якою єдиною реальністю інтелектуальних актів постає саме мова, а поняття, відповідно, визначають зміст інтелекту.